# Satellitenkontrollzentrum Xi’an

Emblem der Strategischen Kampfunterstützungstruppe

Das Satellitenkontrollzentrum Xi’an (chinesisch 中國西安衛星測控中心 / 中国西安卫星测控中心, Pinyin Zhōnggúo Xī’ān Wèixīng Cèkòng Zhōngxīn), auch bekannt als „26. Basis der Chinesischen Volksbefreiungsarmee für Erprobung und Ausbildung“ (中国人民解放军第二十六试验训练基地, Pinyin Zhōnggúo Rénmín Jiěfàngjūn Dì Èrshíliù Shìyàn Xùnliàn Jīdì), kurz „Basis 26“ (第26基地), Funkname „Hua Shan“, ist verantwortlich für die Bahnverfolgung, Telemetrie und Steuerung der chinesischen Satelliten. Es befindet sich im Stadtbezirk Beilin von Xi’an, Provinz Shaanxi, Volksrepublik China. Das Satellitenkontrollzentrum Xi’an untersteht seit dem 1. Januar 2016 der Hauptabteilung Satellitenstarts, Bahnverfolgung und Steuerung (卫星发射测控系统部) der Strategischen Kampfunterstützungstruppe.

## Geschichte
Die Keimzelle des Satellitenkontrollzentrums Xi’an ist die „Abteilung für Satellitengeodäsie“ (卫星地面测量部, Pinyin Wèixīng Dìmiàncèliáng Bù), intern als „Einheit 436 der Chinesischen Volksbefreiungsarmee“ (中国人民解放军436部队, Pinyin Zhōnggúo Rénmín Jiěfàngjūn 436 Bùduì) bezeichnet, die am 23. Juni 1967 als Außenstelle des Kosmodroms Jiuquan auf dem Gebiet der damaligen Volkskommune Qiaonan (heute Großgemeinde Qiaonan, 桥南镇) des damaligen Kreises Weinan im Osten der Provinz Shaanxi gegründet wurde. An einem abgelegenen Ort, der zu Beginn noch nicht einmal über eine Stromversorgung verfügte, wurden einfache Gebäude errichtet und Langdrahtantennen aufgespannt. Oberst Wang Shengyuan (王盛元, 1921–2012), der Kommandeur der Einheit 436, war zwar als vormaliger Leiter der Kartenzeichenstelle des Büros für Topographie und Kartographie beim Generalstab (总参测绘局地图计划供应处, Pinyin Zǒngcān Cèhuìjú Dìtú Jìhuàgōngyìng Chù) tatsächlich mit Landvermessung befasst gewesen,
nichtsdestotrotz war der Begriff „Satellitengeodäsie“ etwas irreführend. In Wahrheit war die Einheit als Teil des „Projekts 651“ aufgestellt worden, wo es zunächst darum ging, überhaupt einen Satelliten ins All zu schicken. Unter der Aufsicht von Chen Fangyun vom Institut für Elektronik der Chinesischen Akademie der Wissenschaften wurden Systeme zur Flugbahnüberwachung des im Bau befindlichen Satelliten Dong Fang Hong I entwickelt.
Diese bewährten sich. Nachdem der Propagandasatellit am 24. April 1970 vom Kosmodrom Jiuquan aus gestartet war, gelang es Chen Fangyun und seinen Leuten, für 244 Städte auf der Erde die präzise Überflugzeit und den Ort am Himmel vorauszuberechnen,
so dass die gesamte Menschheit auf 20,009 MHz in AM dem Lied „Der Osten ist rot“ lauschen konnte.
Zu diesem Zeitpunkt besaß China inklusive der Zentrale in Shaanxi bereits 5 über das ganze Land verteilte Bodenstationen (地面观测站, Pinyin Dìmiàn Guāncè Zhàn), die bei der Flugbahnverfolgung des Satelliten zusammenwirkten:
- Changchun, Provinz Jilin
- Minxi, Provinz Fujian
- Weinan, Provinz Shaanxi
- Nanning, autonome Region Guangxi
- Kaschgar, autonome Region Xinjiang

Als im September 1975 drei Abteilungen aus dem Kosmodrom Jiuquan ausgelagert wurden, um bei einem damals befürchteten sowjetischen Erstschlag nicht alle klugen Köpfe auf einmal zu verlieren, kam die Prüfabteilung 6 (第六试验部, Pinyin Dì Liù Shìyànbù) nach Weinan. Da das Kosmodrom Jiuquan offiziell „20. Basis der Chinesischen Volksbefreiungsarmee für Erprobung und Ausbildung“ hieß, wurde nun die bisherige „Abteilung für Satellitengeodäsie“ in „26. Basis der Chinesischen Volksbefreiungsarmee für Erprobung und Ausbildung“ umbenannt, wie in „20. Basis – Abteilung 6“ (im Chinesischen wird „20 – 6“ wie „26“ ausgesprochen: èrshí liù). Kommandant der Basis blieb Oberst Wang Shengyuan,
die dort stationierte Einheit wurde jedoch in „Einheit 89750 der Chinesischen Volksbefreiungsarmee“ umbenannt, später dann in „Einheit 63750“.
Chen Fangyun lebte nun ständig auf der Basis, um die Vorbereitungen für die für November geplante Mission des zweiten chinesischen Rückkehrsatelliten zu organisieren (beim ersten Versuch am 5. November 1974 hatte die Trägerrakete die Umlaufbahn nicht erreicht).
Zu diesem Zweck bildete er mobile Kontroll- und Bergungstrupps (活动测控回收部队, Pinyin Huódòng Cèkòng Huíshōu Bùduì), die mit jeweils 8 Peilfahrzeugen und einem Hubschrauber ausgerüstet waren, dazu noch wie ein Rucksack tragbare UKW-Peilgeräte
und Funkgeräte für die in unwegsamem Gelände zu Fuß eingesetzten Männer.
Ursprünglich war geplant, dass eines der Peilfahrzeuge im Zentrum des geplanten Landegebietes in Sichuan stationiert sein sollte, die anderen in einem gewissen Umkreis darum herum, von denen aus mittels Triangulation die ungefähre Position von „Bahnbrecher 1“ bestimmt werden sollte. Der Hubschrauber sollte diese von der Luft aus verifizieren und die Suchmannschaften per Funk zu der Stelle dirigieren.
Dann kam jedoch alles ganz anders. Am 26. November 1975 beförderte eine Changzheng 2C Trägerrakete den Satelliten zwar erfolgreich in die Umlaufbahn, es wurde jedoch ein Druckverlust in dem Gastank für sein Lagesteuerungssystem bemerkt. Qian Xuesen und Yang Jiachi (杨嘉墀, 1916–2006), die beiden wissenschaftlichen Leiter der Mission,
waren unterschiedlicher Ansicht über die Tragweite des Phänomens, und so beschloss man, den Satelliten nach nur drei Tagen im All vorzeitig zur Erde zurückzuholen.
Dies war ein äußerst schwieriges Unterfangen. Im Vorfeld der Mission hatten die Techniker in Weinan über einen Zeitraum von mehr als zwei Wochen einen Algorithmus von mehreren zehntausend Schritten verfasst, um die einzelnen Kommandos für den Wiedereintritt des Satelliten zu berechnen.
Am 29. November wurde vom Bodenkontrollzentrum Weinan aus die Kommandosequenz zum Wiedereintritt in die Atmosphäre gestartet. Der Satellit landete jedoch nicht wie beabsichtigt in der Nähe des noch im Aufbau befindlichen Kosmodroms Xichang, sondern 400 km südöstlich im Sondergebiet Liuzhi. Nach Auswertung der Daten von den Bodenstationen des Chinesischen Raumfahrtkontrollnetzwerks (中国航天测控网, Pinyin Zhōnggúo Hángtiān Cèkòngwǎng) konnte Chen Fangyun schnell sagen, dass sich der Satellit in der Provinz Guizhou befinden musste. Es waren dann aber vier örtliche Bergarbeiter, die einen Feuerball vom Himmel hatten fallen sehen – der Landefallschirm der Rückkehrkapsel hatte sich nicht geöffnet – und dies den Behörden meldeten. Als ein Bergungstrupp schließlich zu der Stelle kam, konnte er die Kapsel mit den durch die harte Landung zwar zum Teil überbelichteten, aber noch verwertbaren Fotos, die der Satellit vom All aus aufgenommen hatte, sicherstellen.

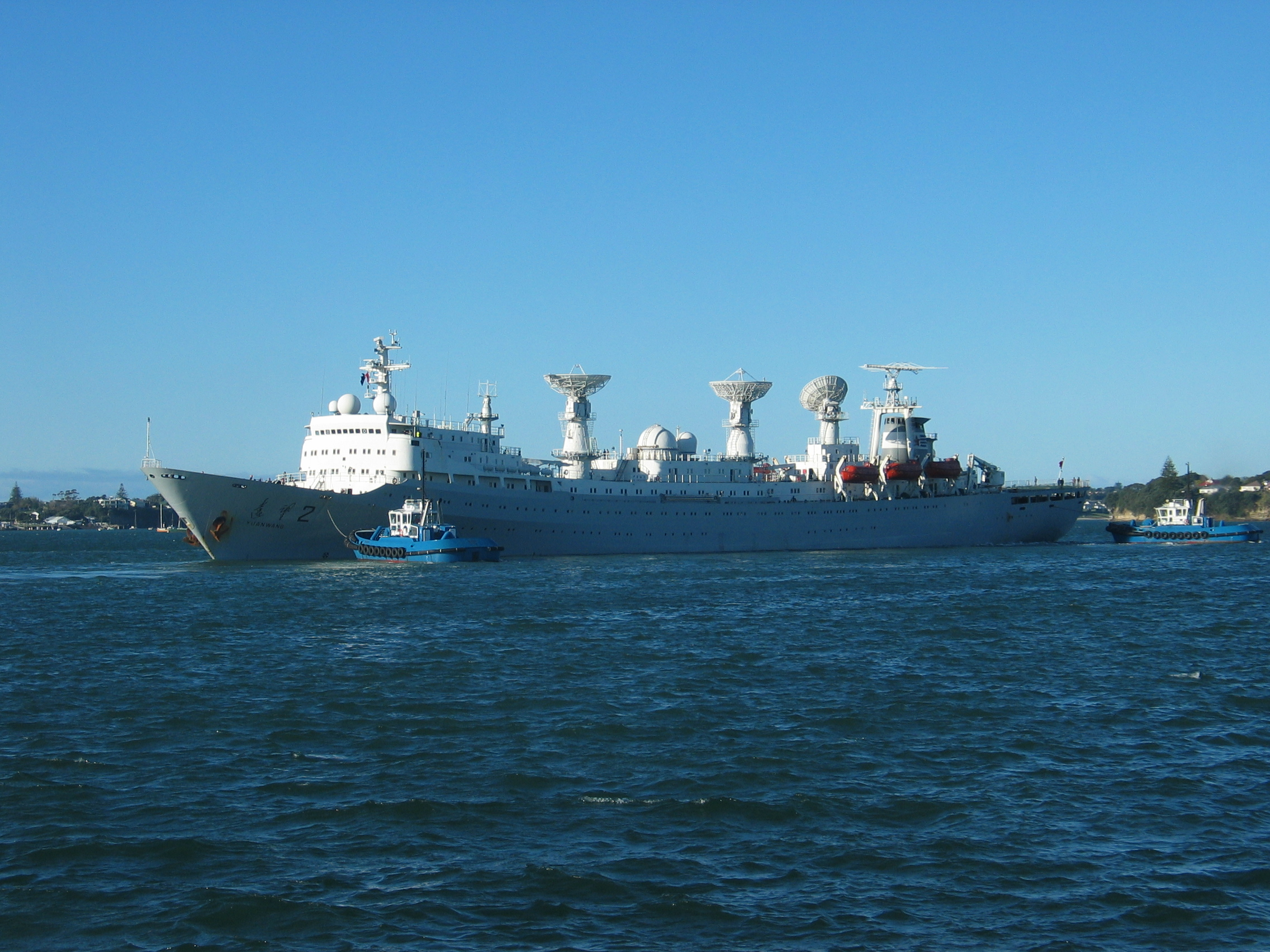
Die Yuan Wang 2 im Jahr 2005

Schon 1965 hatte man auf Anregung von Qian Xuesen im Zusammenhang mit der Entwicklung von Interkontinentalraketen darüber nachgedacht, das im Aufbau begriffene Raumfahrtkontrollnetzwerk auf das offene Meer hinaus zu erweitern.
Am 18. Juli 1967 wurde das Projekt offiziell gestartet, das, wie in China üblich, nach dem Datum benannt wurde: „Projekt 718“ (718工程, Pinyin 718 Gōngchéng), also „das am 18. Juli begonnene Projekt“. Im April 1975 wurde in Jiangyin am Unterlauf des Jangtsekiang, noch 350 km vom Meer entfernt, ein Kommandostab für die Vorbereitungen zum Bau einer Militärbasis eingerichtet. Gleichzeitig begann die Jiangnan-Werft auf der Insel Changxing bei Shanghai mit dem Bau zweier Bahnverfolgungsschiffe, der Yuan Wang 1 und der Yuan Wang 2 (远望一号 bzw. 远望二号, wörtl. „in die Ferne blickend“), die am 31. August bzw. im Oktober 1977 vom Stapel liefen. Die beiden Schiffe waren baugleich, mit einer Länge von 191 m, einer Breite von 22,6 m, einem Tiefgang von 9 m und einer Standardverdrängung von 21.000 Tonnen. Die Marinebasis Jiangyin wurde im Oktober 1978 als „23. Basis der Chinesischen Volksbefreiungsarmee für Erprobung und Ausbildung“ (中国人民解放军第二十三试验训练基地, Pinyin Zhōnggúo Rénmín Jiěfàngjūn Dì Èrshísān Shìyàn Xùnliàn Jīdì) offiziell in Betrieb genommen. Die beiden Bahnverfolgungsschiffe hatten jedoch noch eine ganze Reihe von Tests auf hoher See zu durchlaufen, die Peileinrichtungen mussten installiert werden, so dass sie erst Anfang 1980 in Dienst gestellt wurden.
Ihre erste große Bewährungsprobe hatten die Bahnverfolgungsschiffe im April 1984, als vom Kosmodrom Xichang aus Chinas erster geostationärer Satellit ins All befördert wurde. Nach dem Start am 8. April 1984 waren die Zentrale in Weinan sowie alle Bodenstationen 8 Tage lang damit beschäftigt, die Bahn des Kommunikationssatelliten vom Typ Dong Fang Hong II zu überprüfen und zu korrigieren. Hierzu hatten sie nur vier archaische Transistorrechner vom Typ DJS-8 zur Verfügung, auch bekannt als „Computer 320“ (320计算机, Pinyin 320 Jìsuànjī), die zu einem Großrechner mit einer Leistung von einigen hunderttausend Operationen pro Sekunde zusammengeschaltet wurden.
Schließlich erreichte der Satellit in 36.000 km Höhe über dem Äquator einen geostationären Orbit auf 125 Grad östlicher Länge, also etwa auf Höhe der Mandschurei und der Philippinen, wo er vier Jahre lang stabil blieb und im Probebetrieb Fernsehsendungen und Telefonate übertrug.
Im Jahr 1987 wurde das Satellitenkontrollzentrum in die Provinzhauptstadt Xi’an verlegt – die Antennen blieben in Weinan – und mit neuen Geräten ausgestattet. Nun verfügte das Zentrum über folgende Abteilungen:
- Datenverarbeitung (数据处理系统, Pinyin Shùjù Chǔlǐ Xìtǒng)
- Fernmeldewesen (通信系统, Pinyin Tōngxìn Xìtǒng)
- Kommando, Überwachung und Steuerung (指挥监控系统, Pinyin Zhǐhuī Jiān Kòng Xìtǒng)
- Zeitsynchronisation (时间统一系统, Pinyin Shíjiān Tǒngyī Xìtǒng)[23]

Am 21. September 1992 genehmigte der Ständige Ausschuss des Politbüros der Kommunistischen Partei Chinas das bemannte Raumfahrtprogramm, nach dem Datum als „Projekt 921“ (921工程, Pinyin 921 Gōngchéng) bezeichnet.
Um die Sicherheit zu erhöhen, wurde hierzu ein drittes Bahnverfolgungsschiff auf Kiel gelegt, die Yuan Wang 3, die am 26. April 1994 vom Stapel lief und nach ausführlichen Tests am 18. Mai 1995 in Dienst gestellt wurde. Ab August 1998 wurde dann noch auf der Chengxi-Reparaturwerft in Jiangyin das ozeanographische Forschungsschiff Xiang Yang Hong 10 (向阳红10号) in ein Bahnverfolgungsschiff umgebaut und am 18. Juli 1999 als „Yuan Wang 4“ dem Satellitenkontrollzentrum Xi’an unterstellt.
Im März 1996 fand am nordwestlichen Stadtrand von Peking der erste Spatenstich für ein zweites Raumfahrtkontrollzentrum statt, das sich speziell mit den bemannten Missionen sowie später den Mondmissionen befassen sollte und im November 1998 den Probebetrieb aufnahm.
Um den Überwachungsbereich nach Osten zu erweitern, wurde außerdem in Qingdao, Provinz Shandong, eine weitere Bodenstation errichtet. Raketen werden, um die Schubkraft der Erdumdrehung auszunutzen, in der Regel nach Osten gestartet, und der Bodenstation Qingdao oblag es, in der ersten Phase des Fluges das Abtrennen der unteren Raketenstufen zu überwachen und notfalls manuell auszulösen. Dazu kamen noch die üblichen Aufgaben einer Bodenstation, wie Empfang und Aufzeichnung der Telemetriedaten sowie deren Weiterleitung an die Kontrollzentren in Xi’an, Peking und auf dem Kosmodrom Jiuquan, von wo die bemannten Missionen starten.
Außerdem ist die Bodenstation Qingdao während der ersten Phase eines bemannten Fluges für die Übertragung des Funkverkehrs und der Fernsehbilder aus dem Raumschiff zuständig.
In Xiamen, Provinz Fujian, ebenfalls an der chinesischen Ostküste, wurde eine siebte Bodenstation errichtet. Diese war am 17. Juni 1993 fertiggestellt und wurde nach ausführlichen Tests am 20. April 1994 in Betrieb genommen.
Außerdem kooperierte das Satellitenkontrollzentrum Xi’an mit der Agenzia Spaziale Italiana, die seit den 1960er Jahren bei Malindi an der Küste Kenias eine Bodenstation betreibt, welche unter anderem über eine Parabolantenne mit 10 m Durchmesser verfügt, die zur Überwachung und Steuerung von Trägerraketen verwendet wird.
Wie wichtig ein derart weitgespanntes Netz war, sollte sich 1999 zeigen, als der am 20. November um 06:30 Ortszeit auf dem Kosmodrom Jiuquan – noch ohne Besatzung – gestartete Prototyp eines bemannten Raumschiffs auch beim zweiten Versuch den vom Raumfahrtkontrollzentrum Peking gesendeten Befehl zum Wiedereintritt in die Atmosphäre ignorierte. Es war schließlich das vor der Küste Namibias liegende Bahnverfolgungsschiff Yuan Wang 3, das, nachdem die Mannschaft das Raumschiff geortet hatte, mit Erfolg den Befehl zur Einleitung des Bremsmanövers gab. 9 Minuten später hatte das später als „Shenzhou 1“ bekannte Raumschiff den Funkbereich der Yuan Wang 3 verlassen, überquerte selbständig Afrika und Pakistan, bis es schließlich über Tibet in den chinesischen Luftraum eintrat und in der Inneren Mongolei landete.
Obwohl die Mission letztendlich ein Erfolg war, schloss China am 13. Dezember 2000 mit der namibischen Regierung ein Abkommen über den Bau einer Bodenstation nördlich von Swakopmund. Die kleine Station mit zwei Parabolantennen von 5 m und 9 m Durchmesser war am 2. November 2001 fertiggestellt und hat eine ständige Besatzung von 5 Mann, die während einer Shenzhou-Mission – seit 2014 auch bei Rückkehrmissionen vom Mond – auf 20 Mann aufgestockt wird.
Auf namibischer Seite wird die Station seit 2015 vom Ministerium für Höhere Bildung, Training und Innovation betreut.
Mit der pakistanischen Weltraumagentur SUPARCO (Space and Upper Atmosphere Research Commission) hat China schon seit 1990 gute Kontakte, als deren erster Kommunikationssatellit Badr-1 (Vollmond) am 16. Juli jenes Jahres vom Kosmodrom Xichang aus mit einer Changzheng-2E-Trägerrakete ins All befördert wurde. Nach dem vom Kosmodrom Baikonur aus gestarteten Aufklärungssatelliten Badr-B und dem im Jahr 2002 von Indonesien übernommenen Kommunikationssatelliten Paksat-1 wurde im Oktober 2008 in Anwesenheit von Präsident Asif Ali Zardari in Peking ein Abkommen zwischen der SUPARCO und der China Great Wall Industry Corporation, einer Tochterfirma der China Aerospace Science and Technology Corporation, über Entwicklung und Bau von dessen Nachfolgesatelliten Paksat 1R unterzeichnet. Ein Jahr später, im Oktober 2009, folgte dann ein Vertrag über den Bau einer Bodenstation in Karatschi sowie einer Reservestation in Lahore. Finanziert wurden diese beiden Bodenstationen über ein Darlehen von 86,5 Millionen Yuan (damals etwa 10 Millionen Euro), das die China Exim-Bank, eine staatliche Bank zur Förderung des Außenhandels, Pakistan am 29. Oktober 2010 gewährte.
Am 11. August 2011 wurde Paksat 1R von Xichang aus gestartet, und etwas später, am 30. November 2011, wurden die beiden Bodenstationen in Karatschi und Lahore in Betrieb genommen. Neben der Überwachung und Steuerung der zivilen Satelliten betreuen die Atomstreitkräfte Pakistans (Pakistan Strategic Forces Command) von dort aus auch die chinesischen Beidou-Navigationssatelliten, wofür sie im Gegenzug Zugang zu deren besonders gesicherten militärischen Navigationssignalen erhalten.
Seit der Shenzhou-9-Mission 2012 nutzt das Satellitenkontrollzentrum Xi’an die Bodenstation Karatschi, um den Landeanflug der Rückkehrkapseln mit den Astronauten zu überwachen, seit 2014 auch für die Rückkehrkapseln von Mondsonden.
Das am 24. Januar 2004 offiziell gestartete Mondprogramm der Volksrepublik China stellte das ursprünglich nur für die Bahnverfolgung und Steuerung von Raumfahrzeugen im erdnahen Raum konzipierte Satellitenkontrollzentrum Xi’an und seine Bodenstationen vor große Herausforderungen. Bei den ersten Orbitern Chang’e 1 und Chang’e 2 behalf man sich noch mit sondenseitigen Verbesserungen wie einer speziellen Richtantenne, um die Kommunikation zu verbessern. Schon nach dem Ende der Chang’e-1-Mission im Jahr 2009 begann man jedoch mit den Planungen für Tiefraumstationen mit großen Parabolantennen und starken Sendern, die nicht nur bei Flügen zum Mond (400.000 km), sondern auch bei den damals bereits in Planung befindlichen Marsmissionen (400.000.000 km) genutzt werden konnten. Anfang 2013 wurde zunächst eine 35-m-Antenne bei Yarkand im Regierungsbezirk Kaschgar in Betrieb genommen, wegen der infrastrukturmäßigen Anbindung an die alte 18-m-Antenne in Kaschgar selbst „Tiefraumstation Kaschgar“ (喀什深空站, Pinyin Kāshí Shēnkōngzhàn) genannt, dazu noch eine 66-m-Antenne in einem großen Waldgebiet südöstlich des mandschurischen Giyamusi. Im April 2018 kam dann noch die Tiefraumstation Zapala in Argentinien mit einer 35-m-Antenne hinzu.
Schon nach der Chang’e-1-Mission 2007, wo man noch auf die Unterstützung der ESA und ihres weltumspannenden ESTRACK-Netzwerks angewiesen war, hatte man bei Santiago de Chile eine weitere Bodenstation auf der China gegenüberliegenden Seite der Erde gebaut. Bei der Bahnverfolgung und Steuerung von Chang’e-2 kam dann die Station Santiago (圣地亚哥站) erstmals zum Einsatz,
ebenso wie bei dem Mikrosatelliten DSLWP-B, der am 20. Mai 2018 zusammen mit dem Relaissatelliten Elsternbrücke gestartet wurde, dann aber selbstständig zum Mond flog. Da gleichzeitig auch sein Schwestersatellit DSLWP-A und die Elsternbrücke selbst betreut werden mussten, kam das Satellitenkontrollzentrum Xi’an bei dieser Mission an die Grenzen seiner Kapazität.
Durch den 2021 begonnenen Aufbau des Nationalen Satelliteninternets mit 12.992 Satelliten in verschiedenen Orbits wuchsen die Anforderungen an das Satellitenkontrollzentrum erneut. Bei einem Besuch am 15. September 2021 forderte Xi Jinping, Vorsitzender der Zentralen Militärkommission, dass das Satellitenkontrollzentrum seine Organisationsstruktur optimieren und die Bahnverfolgungstechniken auf den neuesten Stand bringen müsste. Da auch andere Staaten ähnliche Großkonstellationen aufbauten, schlug Xi eine internationale Zusammenarbeit bei der Verkehrsregelung im Weltall vor. Gleichzeitig betonte er aber auch, dass das Satellitenkontrollzentrum angesichts der gestiegenen Bedrohung aus dem Ausland mehr Aufmerksamkeit auf Datensicherheit, redundante Systeme und die Fähigkeit, einen Angriff zu überleben legen sollte.

## Organisationsstruktur
Derzeit hat das Satellitenkontrollzentrum Xi’an, seit August 2017 von Generalmajor Yu Peijun (余培军, *1966) geleitet,
folgende Organisationsstruktur:
- Hauptverwaltung
- Planung
- Kontrollraum
- Technische Abteilung
  - Systementwicklung
  - Geräteentwicklung
  - Softwareentwicklung
  - Telemetriedatenverarbeitung
  - Bahnverfolgungsdatenverarbeitung
- Abteilung für Langzeitbetreuung von Raumflugkörpern[2]
- Mobile Raumfahrzeugüberwachung und Bergung
  - Mobiler Überwachungstrupp 1
  - Mobiler Überwachungstrupp 2[48]
  - Landeplatz Dörbed mit Wetterstation[49]
  - Ostwind-Landeplatz[50]

Ausschließlich dem Satellitenkontrollzentrum Xi’an unterstehen folgende Bodenstationen:
- Changchun, Provinz Jilin
- Qingdao, Provinz Shandong
- Minxi, Provinz Fujian
- Xiamen, Provinz Fujian
- Weinan, Provinz Shaanxi
- Sanya, Provinz Hainan[51]
- Lingshui, Provinz Hainan[52]
- Lushan, Provinz Sichuan[53]
- Nanning, Autonome Region Guangxi
- Kaschgar, Autonome Region Xinjiang[50]

Dazu kommen noch drei Tiefraumstationen mit großen Parabolantennen und starken Sendern:
- Kaschgar, Autonome Region Xinjiang
- Giyamusi, Provinz Heilongjiang
- Zapala, Argentinien (10 % der Zeit von der Comisión Nacional de Actividades Espaciales mitbenutzt)

Bei komplexen Tiefraummissionen sowie Landungen von bemannten und unbemannten Raumkapseln werden zusätzlich noch folgende Bodenstationen im Ausland genutzt:
- Swakopmund, Namibia
- Malindi, Kenia
- Karatschi, Pakistan
- Santiago, Chile

Außerdem unterstehen dem Satellitenkontrollzentrum Xi’an noch folgende, auf der Basis 23 in Jiangyin beheimatete Bahnverfolgungsschiffe:
- Yuan Wang 3
- Yuan Wang 5
- Yuan Wang 6
- Yuan Wang 7[54]

In Qakilik, Autonome Region Xinjiang, verfügt das Satellitenkontrollzentrum Xi’an außerdem über eine im X-Band operierende Radarstation mit Phased-Array-Antenne.

## Funknetze
Für den Weltraumfernwirkfunkdienst verwendet das Chinesische Raumfahrtkontrollnetzwerk mit seiner Zentrale in Xi’an heute drei Frequenzbereiche:
- Das UKW-Band für die Entfernungs- und Geschwindigkeitsmessung, Telemetrie und Fernsteuerung von Satelliten in niederen und mittleren Orbits von weniger als 2000 km bzw. zwischen 2000 km und 36.000 km. Dieses Funknetz wird von folgenden Stationen genutzt:
- Nanning
- Kashgar
- Changchun
- Mobile Überwachungstrupps

- Das C-Band für die Entfernungs- und Winkelmessung, Telemetrie und Fernsteuerung von Satelliten in geostationärem Orbit (35.786 km). Dieses Funknetz wird von folgenden Stationen genutzt:
- Weinan
- Xiamen
- Bahnverfolgungsschiffe

- Das S-Band für die Entfernungs-, Geschwindigkeits- und Winkelmessung, Telemetrie, Fernsteuerung, Sprechfunk und Übertragung von Fernsehbildern bei bemannten Raumflügen, Mondmissionen,
sowie Satelliten in niederen und mittleren Orbits. Dieses Funknetz wird von folgenden Stationen genutzt:
- Weinan
- Xiamen
- Qingdao
- Nanning
- Kashgar
- Mobile Überwachungstrupps
- Bahnverfolgungsschiffe[56]

Die Bodenstation Minxi ist gegenwärtig für die Verbindungsarbeit zwischen den einzelnen Bodenstationen zuständig.
Dieses Netzwerk ist zum Teil satellitengestützt; so kommunizieren zum Beispiel die mobilen Überwachungstrupps über Very Small Aperture Terminals. Die festen Bodenstationen nutzen für die Kommunikation untereinander die SDH- und PDH-Glasfasernetzwerke der Volksbefreiungsarmee. Die Kommunikation mit den Bahnverfolgungsschiffen läuft über Inmarsat-Satelliten. In dem Netzwerk fungieren das Raumfahrtkontrollzentrum Peking, das Satellitenkontrollzentrum Xi’an sowie das Kosmodrom Jiuquan als Knotenpunkte, die anderen Stationen als Benutzer.
Parallel zu den Funknetzen kommunizieren das Raumfahrtkontrollzentrum Peking, das Satellitenkontrollzentrum Xi’an und die einzelnen Bodenstationen auch über terrestrische Datenleitungen des Intranets der Volksbefreiungsarmee miteinander.